# Anii 1000
Secole: Secolul al X-lea - Secolul al XI-lea - Secolul al XII-lea
Decenii: Anii 950 Anii 960 Anii 970 Anii 980 Anii 990 - Anii 1000 - Anii 1010 Anii 1020 Anii 1030 Anii 1040 Anii 1050
Ani: 1000 1001 1002 1003 1004 1005 1006 1007 1008 1009